# Llipa (distrito)
Llipa é um dos onze distritos que formam a Província de Ocros, situada no Ancash, pertencente a Região Ancash, no Peru.

## Transporte
O distrito de Llipa é servido pela seguinte rodovia:
- AN-112, que liga a cidade de Ticllos ao distrito de Cochas[2][3][4]